# Mechanitis plagigera
Mechanitis plagigera är en fjärilsart som beskrevs av Butler 1877. Mechanitis plagigera ingår i släktet Mechanitis och familjen praktfjärilar. Inga underarter finns listade i Catalogue of Life.